# Joanna Krupska
Joanna Maria Krupska z domu Puzyna (ur. 12 lutego 1959 w Warszawie) – polska psycholożka i działaczka społeczna.

## Życiorys
Ukończyła studia na Katolickim Uniwersytecie Lubelskim, podjęła pracę jako asystentka pedagogiki specjalnej. W 2008 ukończyła dwuletnie studia teologiczne, w 2009 Szkołę Treningu i Warsztatu Psychologicznego, a w 2018 czteroletnią szkołę psychoterapii. W latach 80. była główną organizatorką ruchu „Wiara i Światło” w Lublinie.
Zaangażowała się w propagowanie idei rodzin wielodzietnych i ich wspieranie. Współtworzyła i przez kilkanaście lat pełniła funkcję prezesa Związku Dużych Rodzin „Trzy Plus”. Potem została przewodniczącą rady krajowej tego stowarzyszenia. Od 2008 była ekspertem ds. rodziny przy Komisji Wspólnej Przedstawicieli Rządu RP i KEP. W została członkinią Rady Rodziny przy ministrze rodziny i polityki społecznej oraz rady Fundacji „Dzieło Nowego Tysiąclecia”. W 2022 powołana przez prezydenta RP Andrzeja Dudę do Rady do spraw Rodziny, Edukacji i Wychowania.

## Życie prywatne
Córka akustyka i społecznika Czesława Marii Puzyny oraz językoznawczyni Jadwigi Puzyniny. Siostra Wojciecha Puzyny.
Od 1983 była żoną Janusza Krupskiego, opozycjonisty w okresie PRL i urzędnika państwowego w okresie III RP, który zginął w katastrofie polskiego samolotu Tu-154 w Smoleńsku. Ma z nim siedmioro dzieci: Piotra, Pawła, Tomasza, Łukasza, Jana, Marię i Teresę.

## Odznaczenia i wyróżnienia
W 2014, za wybitne zasługi w działalności na rzecz rodzin wielodzietnych, została odznaczona Krzyżem Kawalerskim Orderu Odrodzenia Polski.
W 2012, za uwrażliwianie społeczeństwa na potrzeby osób niepełnosprawnych i rodzin wielodzietnych oraz propagowanie ideałów Ruchu „Wiara i Światło”, otrzymała Medal Świętego Brata Alberta.